# 2022年美國聯盟分區賽
2022年美國聯盟分區賽是美國聯盟季後賽第二輪比賽，4隊將採用的是5戰3勝制，勝出的2支球隊將會得到美聯冠軍賽的資格。目前2分區冠軍和2外卡資格球隊獲勝的球隊將參與此次賽事。本賽事在2022年10月11日至10月17日舉行，參賽的4支球隊是：
- 休士頓太空人（美聯西區冠軍，106勝56敗）對上西雅圖水手（美聯西區外卡資格，90勝72敗）
- 紐約洋基（美聯東區冠軍，99勝93敗）對上 克里夫蘭守護者（美聯中區外卡資格，92勝70敗）

最終太空人3連勝橫掃水手，洋基3勝2敗淘汰守護者，太空人和洋基晉級美聯冠軍戰。

## 休士頓太空人對西雅圖水手
| 場次 | 客隊         | 比分 | 主隊         | 日期     | 場地           | 觀眾人數 |
| ---- | ------------ | ---- | ------------ | -------- | -------------- | -------- |
| 1    | 西雅圖水手   | 7：8 | 休士頓太空人 | 10月11日 | 美粒果公園球場 | 41125    |
| 2    | 西雅圖水手   | 2：4 | 休士頓太空人 | 10月13日 | 美粒果公園球場 | 41774    |
| 3    | 休士頓太空人 | 1：0 | 西雅圖水手   | 10月15日 | T-Mobile球場   | 47690    |

### 10月11日 第一場
德克薩斯州休士頓美粒果公園球場
| 西雅圖水手 | 1 | 3 | 0 | 2 | 0 | 0 | 1 | 0 | 0 | 7 | 13 | 0 |
| 休士頓太空人 | 0 | 0 | 2 | 1 | 0 | 0 | 0 | 2 | 3 | 8 | 11 | 0 |
| 勝投： Rafael Montero（1–0） 敗投： 羅比·瑞伊（0–1） 全壘打： 水手：J·P·克勞佛（4上，1分）、尤亨尼歐·蘇亞瑞茲（7上，1分） 太空人：尤里斯基·古力歐（4下，1分）、艾力克斯·布萊格曼（8下，2分）、約爾丹·艾爾法瑞茲（ 9下，3分） 比賽總記錄 |   |   |   |   |   |   |   |   |   |   |    |   |

美聯分區系列賽G1，太空人今天派出王牌投手賈斯汀·韋蘭德先發，只投4局失6分黯然退場。
不過9局下2出局，「古巴重砲」約爾丹·艾爾法瑞茲擊出再見3分砲，率太空人上演逆轉秀以8比7擊敗水手。

### 10月13日 第二場
德克薩斯州休士頓美粒果球場
| 西雅圖水手 | 0 | 0 | 0 | 2 | 0 | 0 | 0 | 0 | 0 | 2 | 4 | 0 |
| 休士頓太空人 | 0 | 1 | 0 | 0 | 0 | 2 | 0 | 1 | X | 4 | 6 | 1 |
| 勝投： 赫克托·奈瑞斯（1–0） 敗投： 路易斯·卡斯提歐（0–1） 救援成功： 萊恩·普萊斯利（1） 全壘打： 水手：無 太空人：凱爾·塔克（2下，1分）、約爾丹·艾爾法瑞茲（ 6下，2分） 比賽總記錄 |   |   |   |   |   |   |   |   |   |   |   |   |

太空人第2局先馳得點，凱爾·塔克掃出右外野陽春全壘打，第4局水手攻下2分超前，第6局太空人重啟攻勢，約爾丹·艾爾法瑞茲轟出左外野2分全壘打，幫助球隊超前比數，第8局太空人艾力克斯·布萊格曼補上右外野帶有1分打點的安打，太空人追加保險分，終場太空人4比2擊敗水手，太空人系列賽率先聽牌。

### 10月15日 第三場
華盛頓州西雅圖T-Mobile球場
| 休士頓太空人 | 0 | 0 | 0 | 0 | 0 | 0 | 0 | 0 | 0 | 0 | 0 | 0 | 0 | 0 | 0 | 0 | 0 | 1 | 1 | 11 | 0 |
| 西雅圖水手 | 0 | 0 | 0 | 0 | 0 | 0 | 0 | 0 | 0 | 0 | 0 | 0 | 0 | 0 | 0 | 0 | 0 | 0 | 0 | 7  | 0 |
| 勝投： Luis García（1–0） 敗投： Penn Murfee（0–1） 全壘打： 太空人：Jeremy Peña（18上，1分） 水手：無 比賽總記錄 |   |   |   |   |   |   |   |   |   |   |   |   |   |   |   |   |   |   |   |    |   |

水手相隔21年的季後賽主場，就是一場打破大聯盟紀錄的延長18局惡鬥，最後由太空人菜鳥游擊手潘尼亞（Jeremy Pena）在18局上的致勝全壘打，以1：0險勝，系列戰3：0橫掃晉級。這是太空人連6年晉級聯盟冠軍戰，創下美聯新紀錄。最後打到18局也平了季後賽紀錄。

## 紐約洋基對克里夫蘭守護者
| 場次 | 客隊           | 比分 | 主隊           | 日期      | 場地         | 觀眾人數 |
| ---- | -------------- | ---- | -------------- | --------- | ------------ | -------- |
| 1    | 克里夫蘭守護者 | 1：4 | 紐約洋基       | 10月11日  | 新洋基體育場 | 47807    |
| 2    | 克里夫蘭守護者 | 4：2 | 紐約洋基       | 10月14日† | 新洋基體育場 | 47535    |
| 3    | 紐約洋基       | 5：6 | 克里夫蘭守護者 | 10月15日  | 進步球場     | 36483    |
| 4    | 紐約洋基       | 4：2 | 克里夫蘭守護者 | 10月16日  | 進步球場     | 36728    |
| 5    | 克里夫蘭守護者 | 1：5 | 紐約洋基       | 10月18日† | 新洋基體育場 | 48178    |

†: 第二戰原定10月13日舉行，因雨延至10月14日
†: 第五戰原定10月17日舉行，因雨延至10月18日

### 10月11日 第一場
紐約市布朗克斯新洋基體育場
| 克里夫蘭守護者 | 0 | 0 | 1 | 0 | 0 | 0 | 0 | 0 | 0 | 1 | 6 | 2 |
| 紐約洋基 | 0 | 0 | 1 | 0 | 1 | 2 | 0 | 0 | X | 4 | 5 | 1 |
| 勝投： 格里特·柯爾（1–0） 敗投： Cal Quantrill（0–1） 全壘打： 守護者：史蒂文·關（3上，1分） 洋基：哈里森·貝德（3下，1分）、安東尼·瑞佐（6下，2分） 比賽總記錄 |   |   |   |   |   |   |   |   |   |   |   |   |

洋基格里特·柯爾今天在美聯分區系列賽首戰對守護者展現王牌本色，主投6.1局飆出8次三振僅失1分，加上洋基哈里森·貝德與安東尼·瑞佐開轟助威，終場以4：1拿下系列賽首勝。

### 10月14日 第二場
紐約市布朗克斯新洋基體育場
| 克里夫蘭守護者 | 0 | 0 | 0 | 1 | 1 | 0 | 0 | 0 | 0 | 2 | 4 | 9 | 0 |
| 紐約洋基 | 2 | 0 | 0 | 0 | 0 | 0 | 0 | 0 | 0 | 0 | 2 | 6 | 2 |
| 勝投： Emmanuel Clase（1–0） 敗投： 詹姆森·泰昂（0–1） 全壘打： 守護者：Amed Rosario（5上，1分） 洋基：賈恩卡洛·斯坦頓（1下，2分） 比賽總記錄 |   |   |   |   |   |   |   |   |   |   |   |   |   |

洋基1局下賈恩卡洛·斯坦頓在隊友安打上壘後，與守護者王牌投手沙恩·比柏纏鬥到滿球數，將一顆紅中直球轟出右外野全壘打牆，助球隊取得2分領先。
4局上兩人出局後，守護者靠內野安打及四壞攻占一、二壘，西門內斯（Andres Gimenez）接著揮出右外野平飛安打，替球隊追平到剩下一分。5局上羅沙里歐（AmedRosario）補上一發陽春砲，守護者扳平比數。
兩隊一路僵持到10局上，牛棚人手吃緊的洋基換上生涯未曾後援的詹姆森·泰昂，守護者攻勢再起。首棒打者荷西·拉米瑞茲揮出落在左外野三不管地帶的安打，靠腳程及對方暴傳一路衝上三壘，龔薩雷茲（Oscar Gonzalez）接著擊出右外野淺處平飛安打，送回超前分。下一棒內勒（Josh Naylor）補上中外野深遠二壘安打，龔薩雷茲從一壘一路衝回本壘，守護者追加保險分，終場以4比2逆轉擊敗紐約洋基，在5戰3勝制的系列賽扳平。

### 10月15日 第三場
俄亥俄州克里夫蘭進步球場
| 紐約洋基 | 0 | 0 | 2 | 0 | 2 | 0 | 1 | 0 | 0 | 5 | 5  | 0 |
| 克里夫蘭守護者 | 1 | 1 | 0 | 0 | 0 | 1 | 0 | 0 | 3 | 6 | 15 | 0 |
| 勝投： Eli Morgan（1–0） 敗投： Clarke Schmidt（0–1） 全壘打： 洋基：亞倫·賈吉（3上，2分）、奧斯瓦爾多·卡布雷拉（5上，2分）、哈里森·貝德（7上，1分） 守護者：無 比賽總記錄 |   |   |   |   |   |   |   |   |   |   |    |   |

洋基推出路易斯·賽維里諾掛帥先發，對決守護者先發投手麥肯齊（Triston Mckenzie），未料前兩局就出現亂流，分別在得點圈有人時被和史蒂文·關敲安各打回1分，守護者取得2：0領先。
以62轟刷新美聯全壘打紀錄的亞倫·賈吉，在季後賽前兩戰都沒有開轟，還陷入連8打數無安打的低潮，不過他在3局下火力甦醒，擊出中外野2分砲扳平戰局，奧斯瓦爾多·卡布雷拉隨後也在第5局擊出右外野2分彈，幫助洋基以4：2超前。
守護者也在6局下展開反攻，布利南（Will Brennan）在一三壘有人適時擊出安打，將差距縮小到1分差，不過洋基7局上再靠全壘打得分，哈里森·貝德敲出左外野陽春砲，為洋基打回保險分。
守護者韌性十足，在9局下展開絕地大反攻，史卓（Myles Straw）和關在1人出局後連續擊出安打，打退佩雷塔（Wandy Peralta），史密特（Clarke Schmidt）接替投球未能止血，羅沙里歐（Amed Rosario）敲安追回1分，下一棒荷西·拉米瑞茲擊出內野安打攻占滿壘，岡薩雷斯（Oscar Gonzalez），在2人出局後擊出再見安打，守護者以6：5逆轉贏球，取得2勝的聽牌優勢。

### 10月16日 第四場
俄亥俄州克里夫蘭進步球場
| 紐約洋基 | 1 | 2 | 0 | 0 | 0 | 1 | 0 | 0 | 0 | 4 | 6 | 1 |
| 克里夫蘭守護者 | 0 | 0 | 1 | 1 | 0 | 0 | 0 | 0 | 0 | 2 | 6 | 1 |
| 勝投： 格里特·柯爾（2–0） 敗投： Cal Quantrill（0–2） 救援成功： Wandy Peralta（1） 全壘打： 洋基：哈里森·貝德（2上，2分） 守護者：Josh Naylor（4下，1分） 比賽總記錄 |   |   |   |   |   |   |   |   |   |   |   |   |

面臨淘汰邊緣的洋基隊首局靠安東尼·瑞佐的適時安得到第1分，第2局哈里森·貝德轟出左外野兩分砲，這是他在美聯分區賽的第三轟，幫助洋基取得3比0的領先。守護者隊在3局下靠荷西·拉米瑞茲的適時安追回1分，4局下奈勒（Josh Naylor）敲出陽春砲，追至1分差。洋基在6局上靠賈恩卡洛·斯坦頓的高飛犧牲打，添加保險分。
洋基終結者克雷·霍姆斯提前在第8局登板，他後援1局賞2次三振無失分。第9局洋基讓左投佩雷塔（Wandy Peralta）連三天登板，後援1局無失分，摘得季後賽生涯首次救援成功，洋基隊終場以4比2擊敗守護者，兩隊系列賽戰成2比2平手，逼出明天的殊死戰。

### 10月18日 第五場
紐約市布朗克斯新洋基體育場
| 克里夫蘭守護者 | 0 | 0 | 1 | 0 | 0 | 0 | 0 | 0 | 0 | 1 | 8 | 0 |
| 紐約洋基 | 3 | 1 | 0 | 0 | 1 | 0 | 0 | 0 | X | 5 | 6 | 0 |
| 勝投： 小奈斯特·柯泰斯（1–0） 敗投： Aaron Civale（0–1） 全壘打： 守護者：無 洋基：賈恩卡洛·斯坦頓（1下，3分）、亞倫·賈吉（2下，1分） 比賽總記錄 |   |   |   |   |   |   |   |   |   |   |   |   |

雨神再度來攪局，讓洋基與守護者的美聯分區系列賽又一次延賽，G5殊死戰贏家沒有移動日，賽後須立即打包飛往休士頓。
洋基靠著左投小奈斯特·柯泰斯5局失1分好投壓制，加上兩大巨砲「怪力男」賈恩卡洛·斯坦頓、「法官」亞倫·賈吉同場開轟，洋基終場5比1擊敗守護者，自2019年後再度闖進美聯冠軍賽，自2015年起第4度與太空人在季後賽交手。